# Быстряки
Быстряки (лат. Agonum) — род жужелиц из подсемейства Platyninae (или Harpalinae). Наземные жуки, встречающиеся в Палеарктике, Неарктике, Северной Африке и на Ближнем Востоке.

## Описание
Зубец подбородка хорошо развит, простой, заострённый.

## Классификация
Выделяют несколько подродов, в том числе в Европе: Agonum, Europhilus, Melanagonum, Platynomicrus, Punctagonum, Stictanchus.